# Євсевський Федір Андрійович
Євсев́ський Фе́дір Андрі́йович (Євсеєвський) (нар. 8 квітня (в деяких джерелах — 9 квітня) 1889, Бориспіль — пом. 27 січня 1970 (за іншими даними — 1969), Париж) — український російський композитор, диригент та педагог.

## Життєпис
Вчився в Петербурзькій консерваторії. Штабс-ротмістр Українського гусарського полку, військовий капельмейстер. Закінчив Єлисаветградське кавалерійське училище.
У 1914 році закінчив Санкт-Петербурзьку консерваторію. В 1918—1919 був диригентом театру у Ромнах.

### Еміграція
Емігрував, з початку 1920-х мешкає у Франції, організовує струнний квартет «Сучасні менестрелі».
Підробляв акомпаніатором, з 1927 року керував вокальним квартетом «Кітеж», з яким у 1928-му виступив із благодійним концертом в Grand opera, влаштованим газетою «L'Intransigeant». Співав в складі чоловічого квінтету, диригував оркестром балалайочників.
З 1936 — диригент Української опери в Парижі. Брав активну участь у мистецькому житті російської та української діаспори Франції, на гастролях керував українським хором.
Після Другої світової війни працював в Російському драматичному театрі, працював акомпаніаторм. 1954 року оркестр під його керівництвом записав платівку на студії грамзапису Pathé Records. Співпрацював у Франції з Театральним ансамблем Українського театру з Полтави.
Йому належить авторство балету «Фантастична казка» — прем'єра 1959-го, хорових творів на слова Т. Г. Шевченка, опери «Оксана або Весняна казка» — лібретто Олександра Олеся, п'єс для скрипки, віолончелі, інших.
Похований на цвинтарі Сент-Женев'єв-де-Буа.